# 座間美都治
座間 美都治（ざま みつじ、1896年〈明治29年〉11月2日 - ?）は、日本の歴史学者。神奈川県相模原市地域の郷土史家として知られる。神奈川県師範学校本科卒業。神奈川県商工実商学校教諭、相模原市立旭中学校校長、相模原市史編纂委員等を歴任。
現在の神奈川県相模原市南区下溝1404番地に出生。1974年（昭和49年）の『相模原の歴史』を初めとして複数の郷土史書を著し、『相模原市史第7巻』を著述した。
1980年（昭和55年11月2日）の84歳の折、教え子や有志により相模原市麻溝台字はの原1894番地に肖像が建設された。敷地提供者は座間末治嗣子及び座間功。同像は1989年（平成元年）道路拡幅のため相模原市南区下溝3256-9に移された。

## 著書
- 『相模原の歴史』　1974年
- 『相模原の歴史と文化 : 座間美都治論文集　座間美都治先生著作集刊行会』　1975年
- 『近世神奈川の研究』　1975年（共著）
- 『相模原の史跡』　1976年
- 『相模原民話伝説集』　1978年
- 『相模原農村とその人びと』	1980年
- 『相模原歴史人名事典』　1983年
- 『わが町の歴史・相模原』　1984年（共著）